# Химический элемент
Хими́ческий элеме́нт — совокупность атомов с одинаковым зарядом атомных ядер. Атомное ядро состоит из протонов, число которых равно атомному номеру элемента, и нейтронов, число которых может быть различным. Каждый химический элемент имеет своё латинское название и химический символ, состоящий из одной или пары латинских букв, регламентированные ИЮПАК и приводятся, в частности, в таблице Периодической системы элементов Менделеева.
Формой существования химических элементов в свободном виде являются простые вещества (одноэлементные). Необходимо различать химические элементы — виртуальные абстрактные объекты, созданные путём логического обобщения эмпирических данных и описываемые через свои специфические характеристики, и соответствующие им материальные объекты — простые вещества, обладающие определёнными физико-химическими свойствами.
По состоянию на 2016 год известно 118 химических элементов, из которых 94 встречаются в природе (некоторые лишь в микроколичествах), а остальные 24 искусственно синтезированы.

## История становления понятия
Слово «элемент» (лат. elementum) использовалось ещё в античности (Цицероном, Овидием, Горацием) как часть чего-то (элемент речи, элемент образования и т. п.). В древности было распространено изречение «Как слова состоят из букв, так и тела — из элементов». Отсюда — вероятное происхождение этого слова: по названию ряда согласных букв в латинском алфавите: l, m, n, t («el» — «em» — «en» — «tum»).
Близкое к современному пониманию понятие химического элемента отражала новая система химической философии, изложенная Робертом Бойлем в книге «Химик-скептик» (1661). Бойль указал, что ни четыре стихии Аристотеля, ни три принципа алхимиков не могут быть признаны в качестве элементов. Элементы, согласно Бойлю — практически неразложимые тела (вещества), состоящие из сходных однородных (состоящих из первоматерии) корпускул, из которых составлены все сложные тела и на которые они могут быть разложены. Корпускулы могут различаться формой, размером, массой. Корпускулы, из которых образованы тела, остаются неизменными при превращениях последних.

Символы химических элементов по Дж. Дальтону: 1 — водород; 2 — магний; 3 — кислород; 4 — сера; 5 — аммиак; 6 — диоксид углерода.

В 1789 году Антуан Лоран Лавуазье в «Элементарном курсе химии», приводит первый в истории новой химии список химических элементов (таблицу простых тел), разделённых на несколько типов. Он впервые отождествляет с химическими элементами ряд простых веществ (в их числе, кислород, азот, водород, сера, фосфор, углерод и все известные к тому времени металлы). В число элементов были включены свет, теплород и «солеобразующие землистые вещества» (трудноразлагаемые оксиды кальция, магния и др.). Данную концепцию элементов принято называть эмпирико-аналитической, поскольку Лавуазье избрал критерием определения элемента опыт и только опыт, категорически отвергая любые неэмпирические рассуждения об атомах и молекулах, само существование которых невозможно подтвердить экспериментально.
Благодаря Джону Дальтону в начале XIX века в химии возобладала атомно-молекулярная гипотеза, рассматривающая химический элемент как отдельный вид атомов и указывающая на природу простых и сложных веществ, как состоящих, соответственно, из атомов одного или различного видов. Дальтон же впервые указывает на атомный вес как важнейшее свойство элементов, определяющее его химическую природу. Благодаря усилиям Йёнса Берцелиуса и его последователей были весьма точно определены атомные веса (атомные массы) известных элементов. Середина XIX века ознаменовалась целым рядом открытий новых элементов. На международном съезде химиков в г. Карлсруэ в 1860 году были приняты определения понятий молекулы и атома.
Ко времени открытия Периодического закона Д. И. Менделеевым (1869) было известно 63 элемента. Именно атомный вес был выделен им как свойство атомов, определяющее периодический характер изменения свойств химических элементов, а также образуемых ими простых и сложных веществ. Менделеев определял химические элементы как «материальные части простых или сложных тел, которые придают им известную совокупность физических и химических свойств». Открытие Менделеева позволило предвидеть существование, а также свойства ряда неизвестных в то время элементов и послужило научной основой для их классификации.
Однако Менделеев был вынужден сделать несколько перестановок в последовательности элементов, распределённой по возрастающему атомному весу, чтобы соблюсти периодичность химических свойств, а также ввести незаполненные клетки, соответствующие неоткрытым элементам. Позднее (в первые десятилетия XX века) стало ясно, что периодичность химических свойств зависит от атомного номера (заряда атомного ядра), а не от атомной массы элемента. Последняя определяется количеством стабильных изотопов элемента и их природной распространённостью. Тем не менее, устойчивые изотопы элемента имеют атомные массы, группирующиеся около некоторого значения, поскольку изотопы с избытком или недостатком нейтронов в ядре нестабильны, причём с ростом числа протонов (то есть атомного номера) число нейтронов, формирующих в совокупности стабильное ядро, также растёт. Поэтому периодический закон может быть сформулирован и как зависимость химических свойств от атомной массы, хотя эта зависимость нарушается в нескольких случаях.
С открытием изотопов стало ясно, что даже различные совокупности атомов одного и того же элемента могут иметь различающиеся атомные массы; так, радиогенный гелий, выделенный из урановых минералов, в связи с преобладанием изотопа 4He имеет атомную массу больше, чем гелий космических лучей (где присутствует также лёгкий изотоп 3He).
Современное понимание химического элемента как совокупности атомов, характеризующихся одинаковым положительным зарядом ядра, равным номеру элемента в Периодической таблице, появилось благодаря фундаментальным работам Генри Мозли (1915) и Джеймса Чедвика (1920).

## Известные химические элементы
На декабрь 2016 года известно 118 химических элементов (с порядковыми номерами с 1 по 118), из них 94 обнаружены в природе (некоторые — лишь в следовых количествах), остальные 24 получены искусственно в результате ядерных реакций. Предпринимаются попытки синтеза следующих сверхтяжёлых трансурановых элементов, в том числе были заявления о синтезе элемента унбиквадий (124) и косвенные свидетельства об элементах унбинилий (120) и унбигексий (126), которые пока не подтверждены. Также было объявлено об обнаружении элемента экатория-унбибия (122) в образцах природного тория, однако это заявление впоследствии не подтверждено на основании последующих попыток воспроизведения данных с использованием более точных методов. Кроме того, есть сообщения об открытии в метеоритном веществе следов столкновений с частицами с атомными числами от 105 до 130, что может являться косвенным доказательством существования стабильных сверхтяжёлых ядер. Поиски сверхтяжёлых трансурановых элементов в природе, возможных согласно теории острова стабильности, пока не увенчались достоверным успехом, а синтезирование новых трансурановых элементов продолжается в российском, американских, немецком и японском центрах ядерных исследований силами международных коллективов учёных. Информация о ещё не открытых химических элементах доступна в статье Расширенная периодическая таблица элементов.
Синтез новых (не обнаруженных в природе) элементов, имеющих атомный номер выше, чем у урана (трансурановых элементов), осуществлялся вначале с помощью многократного захвата нейтронов ядрами урана в условиях интенсивного нейтронного потока в ядерных реакторах и ещё более интенсивного — в условиях ядерного (термоядерного) взрыва. Последующая цепочка бета-распадов нейтроноизбыточных ядер приводит к росту атомного номера и появлению дочерних ядер с атомным номером Z > 92. Таким образом были открыты нептуний (Z = 93), плутоний (94), америций (95), берклий (97), эйнштейний (99) и фермий (100). Кюрий (96) и калифорний (98) также могут быть синтезированы (и практически получаются) этим путём, однако открыты они были первоначально с помощью облучения плутония и кюрия альфа-частицами на ускорителе. Более тяжёлые элементы, начиная с менделевия (101), получаются только на ускорителях, при облучении актиноидных мишеней лёгкими ионами.
Право предложить название новому химическому элементу предоставляется первооткрывателям. Однако это название должно удовлетворять определённым правилам. Сообщение о новом открытии проверяется в течение нескольких лет независимыми лабораториями, и, в случае подтверждения, Международный союз теоретической и прикладной химии (ИЮПАК; англ. International Union for Pure and Applied Chemistry, IUPAC) официально утверждает название нового элемента.
Все известные на декабрь 2016 года 118 элементов имеют утверждённые ИЮПАК постоянные названия. От момента заявки на открытие до утверждения названия ИЮПАК элемент фигурирует под временным систематическим названием, производным от латинских числительных, образующих цифры в атомном номере элемента, и обозначается трёхбуквенным временным символом, образованным от первых букв этих числительных. Например, 118-й элемент, оганесон, до официального утверждения постоянного названия носил временное название унуноктий и символ Uuo.
Неоткрытые или неутверждённые элементы часто называются с помощью системы, использованной ещё Менделеевым, — по названию вышестоящего гомолога в периодической таблице, с добавлением префиксов «эка-» или (редко) «дви-», означающих санскритские числительные «один» и «два» (в зависимости от того, на 1 или 2 периода выше находится гомолог). Например, до открытия германий (стоящий в периодической таблице под кремнием и предсказанный Менделеевым) назывался эка-кремнием, оганесон (унуноктий, 118) называется также эка-радоном, а флеровий (унунквадий, 114) — эка-свинцом.

## Классификация
По химическим свойствам:
- щелочные металлы;
- щёлочноземельные металлы;
- металлоиды;
- неметаллы;
- галогены;
- благородные газы;
- переходные металлы;
- лантаноиды;
- актиноиды.

По конфигурации электронных орбиталей внешней оболочки атомов:
- s-элементы;
- p-элементы;
- d-элементы;
- f-элементы.

## Символы химических элементов
Символы химических элементов используются как сокращения для названия элементов. В качестве символа обычно берут начальную букву названия элемента и в случае необходимости добавляют следующую или одну из следующих. Обычно это начальные буквы латинских названий элементов: Cu — медь (cuprum), Ag — серебро (argentum), Fe — железо (ferrum), Au — золото (aurum), Hg — ртуть (hydrargyrum). Такая система химических символов была предложена в 1814 году шведским химиком Я. Берцелиусом. Временные символы элементов, использующиеся до официального утверждения их постоянных названий и символов, состоят из трёх букв, означающих латинские названия трёх цифр в десятичной записи их атомного номера (например, унуноктий — 118-й элемент — имел временное обозначение Uuo). Используется также система обозначений по вышестоящим гомологам, описанная выше (Eka-Rn, Eka-Pb и т. п.).
Цифрами меньшего размера возле символа элемента обозначаются: слева вверху — атомная масса, слева внизу — порядковый номер, справа вверху — заряд иона, справа внизу — число атомов в молекуле:
| атомная масса    |                 | заряд иона              |
|                  | Символ элемента |                         |
| порядковый номер |                 | число атомов в молекуле |

Примеры:
- {\displaystyle {\mathsf {H_{2}}}} — индекс, молекула водорода, состоящая из двух атомов водорода
- {\displaystyle {\mathsf {Cu^{2+}}}} — ион меди с зарядом 2+

- {\displaystyle {\mathsf {^{12}_{6}C}}} — атом углерода с зарядом ядра, равным 6 и атомной массой, равной 12.
- {\displaystyle {\mathsf {2C}}} — коэффициент, два независимых друг от друга атома углерода

В Периодической таблице карточка химического элемента обычно включает следующие характеристики:
- 1 — обозначение химического элемента.
- 2 — русское название.
- 3 — порядковый номер химического элемента, равный количеству протонов в атомном ядре.
- 4 — атомная масса: среднее значение атомной массы устойчивых изотопов в земной коре или атомная масса наиболее долгоживущего изотопа (для радиоактивных элементов).
- 5 — распределение электронов по энергетическим уровням.
- 6 — электронная конфигурация.

## Распространённость химических элементов в природе

Распространённость химических элементов в земной коре (% масс.) — кларковые числа

Из химических элементов наиболее распространены в земной коре кислород и кремний. Эти элементы вместе с элементами алюминий, железо, кальций, натрий, калий, магний, водород и титан составляют более 99 % массы земной оболочки, так что на остальные элементы приходится менее 1 %. В морской воде, помимо кислорода и водорода — составных частей самой воды, высокое содержание имеют такие элементы, как хлор, натрий, магний, сера, калий, бром и углерод. Массовое содержание элемента в земной коре называется кларковым числом или кларком элемента.
Содержание элементов в коре Земли отличается от содержания элементов в Земле, взятой как целое, поскольку химсоставы коры, мантии и ядра Земли различны. Так, ядро состоит в основном из железа и никеля. В свою очередь, содержания элементов в Солнечной системе и в целом во Вселенной также отличаются от земных. Наиболее распространённым элементом во Вселенной является водород, за ним идёт гелий. Исследование относительных распространённостей химических элементов и их изотопов в космосе является важным источником информации о процессах нуклеосинтеза и об эволюции Солнечной системы и небесных тел.

## Образование
Большинство химических элементов (94 из известных 118) были найдены в природе (в земной коре), хотя некоторые из них были вначале получены искусственно (а именно: технеций Tc (порядковый номер 43), прометий Pm (61), астат At (85), а также трансурановые нептуний Np (93) и плутоний Pu (94); эти пять элементов после их искусственного создания были в исчезающе малых количествах обнаружены и в природе; они возникают как промежуточные ядра при радиоактивном распаде урана и тория, а также при захвате ураном нейтронов и последующем бета-распаде). Таким образом, в земной коре наличествуют (в очень разных концентрациях) все первые 94 элемента таблицы Менделеева.
Среди этих 94 химических элементов, обнаруженных в земной коре, большинство (83) является первичными, или примордиальными; они возникли при нуклеосинтезе в Галактике до образования Солнечной системы, и у этих элементов есть изотопы, которые являются либо стабильными, либо достаточно долгоживущими, чтобы не распасться за прошедшие с этого момента 4,567 млрд лет. Остальные 11 природных элементов (технеций, прометий, полоний, астат, радон, франций, радий, актиний, протактиний, нептуний и плутоний) являются радиогенными — они не имеют настолько долгоживущих изотопов, поэтому все существующие в земной коре природные атомы этих элементов возникли при радиоактивном распаде других элементов.
Все элементы, следующие после плутония Pu (порядковый номер 94) в периодической системе Д. И. Менделеева, в земной коре полностью отсутствуют, хотя некоторые из них могут образовываться в космосе во время взрывов сверхновых. Периоды полураспада всех известных изотопов этих элементов малы по сравнению с временем существования Земли. Многолетние поиски гипотетических природных сверхтяжёлых элементов пока не дали результатов.
Большинство химических элементов, кроме нескольких самых лёгких, возникли во Вселенной главным образом в ходе звёздного нуклеосинтеза (элементы до железа — в результате термоядерного синтеза, более тяжёлые элементы — при последовательном захвате нейтронов ядрами атомов и последующем бета-распаде, а также в ряде других ядерных реакций). Легчайшие элементы (водород и гелий — почти полностью, литий, бериллий и бор — частично) образовались в первые три минуты после Большого взрыва (первичный нуклеосинтез).
Одним из главных источников особо тяжёлых элементов во Вселенной должны быть, согласно расчётам, слияния нейтронных звёзд, с выбросом значительных количеств этих элементов, которые впоследствии участвуют в образовании новых звёзд и их планет.

## Химические элементы как составная часть химических веществ
Химические вещества могут состоять как из одного химического элемента (простое вещество), так и из разных (сложное вещество или химическое соединение).
Химические элементы образуют около 500 простых веществ. Способность одного элемента существовать в виде различных простых веществ, отличающихся по свойствам, называется аллотропией. В большинстве случаев названия простых веществ совпадают с названием соответствующих элементов (например, цинк, алюминий, хлор), однако в случае существования нескольких аллотропных модификаций названия простого вещества и элемента могут отличаться, например кислород (дикислород, O2) и озон (трикислород, O3); алмаз, графит и ряд других аллотропных модификаций углерода существуют наряду с аморфными формами углерода.
В обычных условиях 11 элементов существуют в виде газообразных простых веществ (H, He, N, O, F, Ne, Cl, Ar, Kr, Xe, Rn), 2 — жидкости (Br и Hg), остальные элементы образуют твёрдые тела.

## Комментарии
1. ↑  В литературе часто не проводят различие между собирательным понятием «химический элемент», то есть между абстрактным объектом, существование которого обосновывается логическим путём[1][2][3][4], и понятием «атом химического элемента», обозначающим реальную материальную частицу, входящую в состав веществ.
2. ↑  Дефиниция химического элемента определяет его как совокупность атомов с одинаковыми зарядами ядер[5], а химическая дефиниция атома гласит, что атом есть наименьшая часть химического элемента, являющаяся носителем его свойств[6]. Налицо логическая ошибка definitio per idem — явный круг, когда в дефиницию какого-либо понятия незаметно вводится само это понятие[7]. Причина этой ошибки очевидна: в химии понятие элемента является базовым, то есть неопределяемым, так что без выхода за пределы химии его можно снабдить только пояснительным описанием. Для энциклопедий проблему маскируют, давая только ссылки на понятия, используемые в дефиниции, но не сами определения используемых понятий. Ясно, что замкнутый круг такой подход не разрывает, но ничего лучшего пока не придумано.
3. ↑  Традиционная эмпирическая классификация веществ в химии основана на их делимости на составные части[18][19], а химический элемент выступает как одна (или даже единственная) составная часть любого вещества[19]. Химически неразложимое простое вещество в любой аллотропной модификации есть форма существования химического элемента в материальном виде, то есть эмпирическое определение элемента основано исключительно на чисто аналитическом признаке химической неразложимости вещества. Под элементом в этом случае понимается материальное воплощение простого вещества, то есть предел разложения вещества теми или иными химическими способами[20], как нижний предел взаимопревращаемости веществ[21].

Ниже приведён иллюстрирующий вышесказанное фрагмент из отечественного школьного учебника первой половины XX века: «Сложных веществ известно очень много, свыше миллиона. Но есть сравнительно небольшое число веществ, которые не являются веществами сложными, которые не удаётся ни получить путём реакции соединения, ни химически разложить на другие вещества. К числу таких неразлагаемых веществ принадлежат все металлы, а также ряд неметаллов, как известные нам кислород, водород, азот, сера и ряд других веществ.

Эти несложные вещества, вступая в химические реакции, образуют сложные вещества и являются составными частями, или элементами, из которых состоят сложные вещества.

В красном порошке окиси ртути мы никакими способами не можем увидеть ни газа кислорода, ни блестящего металла ртути. Но мы знаем, что при нагревании окиси ртути она разлагается на ртуть и на кислород. Мы говорим, что окись ртути состоит из элементов — ртути и кислорода.

Элементы, в свободном состоянии, т. е. не в соединениях, принято называть не элементами, а простыми веществами. Мы можем сказать, что элемент — это тот материал, из которого состоят простые вещества и который входит в состав сложных веществ. Простое вещество состоит из одного элемента, сложное — из двух и более.

Итак, элементы являются составными частями сложных веществ и в свободном виде образуют простые вещества, которые не могут быть ни химически разложены, ни получены путём реакции соединения»[22].

С точки зрения химической атомистики, не использующей представлений о строении атома и считающей основной характеристикой химического элемента его порядковый номер (термин предложен Ван ден Бруком) в периодической таблице Д. И. Менделеева[23] (численно равный, как известно со времён Ван ден Брука, заряду ядра атома элемента[24][25][26]), химический элемент есть совокупность атомов с одинаковым порядковым номером в периодической таблице[27], а атом, соответственно, есть наименьшая химически неделимая часть простого вещества[28], являющаяся носителем свойств химического элемента[6].